# Eliminatórias para o Campeonato Africano das Nações de 2023 – Grupo A
O Grupo A das Eliminatórias para o Campeonato Africano das Nações de 2023 é um dos doze grupos que irão definir as equipes que se classificaram para o Campeonato Africano das Nações de 2023. Participaram quatro seleções: Guiné-Bissau, Nigéria, São Tomé e Príncipe e Serra Leoa.
As equipes jogaram uma contra a outra no formato todos contra todos entre julho de 2022 e setembro de 2023.

## Classificação
| Pos | Equipe              | Pts | J | V | E | D | GP | GC | SG  | Classificado                           |      | NGA | GNB | SLE | STP |
| --- | ------------------- | --- | - | - | - | - | -- | -- | --- | -------------------------------------- | ---- | --- | --- | --- | --- |
| 1   | Nigéria             | 15  | 6 | 5 | 0 | 1 | 22 | 4  | +18 | Campeonato Africano das Nações de 2023 |      | —   | 0–1 | 2–1 | 6–0 |
| 2   | Guiné-Bissau        | 13  | 6 | 4 | 1 | 1 | 11 | 5  | +6  | Campeonato Africano das Nações de 2023 |      | 0–1 | —   | 2–1 | 5–1 |
| 3   | Serra Leoa          | 5   | 6 | 1 | 2 | 3 | 10 | 11 | −1  |                                        |      | 2–3 | 2–2 | —   | 2–2 |
| 4   | São Tomé e Príncipe | 1   | 6 | 0 | 1 | 5 | 3  | 26 | −23 |                                        | 0–10 | 0–1 | 0–2 | —   |     |

## Partidas
| 9 de junho de 2022 | Guiné-Bissau                                             | 5 – 1     | São Tomé e Príncipe | Grande Estádio de Agadir, Agadir (Marrocos) |
| 17:00 (UTC+1)      | Semedo 40' · Gano 50', 58' · Banjaqui 80' · Jorginho 87' | Relatório | Viegas 21'          | Árbitro: SEN Adalbert Diouf                 |

| 9 de junho de 2022 | Nigéria                 | 2 – 1     | Serra Leoa | Estádio Nacional, Abuja      |
| 17:00 (UTC+1)      | Iwobi 16' · Osimhen 41' | Relatório | Morsay 11' | Árbitro: CIV Ibrahim Kalilou |

| 13 de junho de 2022 | São Tomé e Príncipe | 0 – 10    | Nigéria                                                                                               | Grande Estádio de Agadir, Agadir (Marrocos) |
| 14:00 (UTC+0)       |                     | Relatório | Osimhen 9', 48', 65', 84' · Simon 28' · Moffi 43', 60' · Etebo 55' · Lookman 63' · Dennis 90+2' (pen) | Árbitro: LES Osiase Koto                    |

| 13 de junho de 2022 | Serra Leoa                  | 2 – 2     | Guiné-Bissau      | Estádio Général Lansana Conté, Conacri (Guiné) |
| 16:00 (UTC+0)       | Kargbo 78' · Mu. Kamara 87' | Relatório | Jorginho 49', 52' | Árbitro: LBY Abdulwahid Huraywidah             |

| 22 de março de 2023 | Serra Leoa            | 2 – 2     | São Tomé e Príncipe | Grande Estádio de Agadir, Agadir (Marrocos) |
| 18:00 (UTC+0)       | Bundu 48' · Komeh 78' | Relatório | Leal 43', 59'       | Árbitro: TOG Yelebodom Bodjona              |

| 24 de março de 2023 | Nigéria | 0 – 1     | Guiné-Bissau | Estádio Nacional, Abuja       |
| 14:00 (UTC+1)       |         | Relatório | Baldé 29'    | Árbitro: EGY Mahmoud El Banna |

| 26 de março de 2023 | São Tomé e Príncipe | 0 – 2     | Serra Leoa             | Grande Estádio de Agadir, Agadir (Marrocos) |
| 16:00 (UTC+0)       |                     | Relatório | Samura 7' · Koroma 28' | Árbitro: COD Jean Philippe Tanguy           |

| 27 de março de 2023 | Guiné-Bissau | 0 – 1     | Nigéria         | Estádio 24 de Setembro, Bissau |
| 18:00 (UTC+0)       |              | Relatório | Simon 30' (pen) | Árbitro: MAR S. Guezzaz        |

| 20 de junho de 2023 | São Tomé e Príncipe | 0 – 1     | Guiné-Bissau | Estádio 24 de Setembro, Bissau (Guiné-Bissau) |
| (UTC+0)             |                     | Relatório | Gano 55'     | Árbitro: BUR Jean Ouattara                    |

| 20 de junho de 2023 | Serra Leoa             | 2 – 3     | Nigéria                            | Complexo Samuel Kanyon Doe, Monróvia (Libéria) |
| 16:00 (UTC+0)       | Bundu 41' · Kargbo 84' | Relatório | Osimhen 19', 32' · Iheanacho 90+5' | Árbitro: SDN Mahmood Ismail                    |

| 10 de setembro de 2023 | Nigéria                                                                 | 6 – 0     | São Tomé e Príncipe | Estádio Internacional Godswill Akpabio, Uyo |
| 17:00 (UTC+1)          | Osimhen 13', 69' (pen), 79' · Lookman 27' · Awoniyi 51' · Chukwueze 84' | Relatório |                     | Árbitro: ALG Lahlou Benbraham               |

| 11 de setembro de 2023 | Guiné-Bissau       | 2 – 1     | Serra Leoa  | Estádio Nacional 24 de Setembro, Bissau |
| 16:00 (UTC+0)          | Nito 35' · Djú 48' | Relatório | Bakayoko 6' | Árbitro: MLI Boubou Traoré              |